# Tamar Braxtons diskografi
Tamar Braxton är en amerikansk sångare, låtskrivare kompositör och programledare. Fram till oktober 2014 har hon gett ut två studioalbum och sex singlar under DreamWorks och Epic Records. Braxton fick sitt inträde i musikbranschen i slutet av 1980-talet som en av medlemmarna i musikgruppen The Braxtons. Gruppen bestod av sångarens fyra äldre systrar Trina, Towanda, Traci och Toni Braxton. The Braxtons blev aldrig populära och splittrades kort efter utgivningen av deras första studioalbum. 
Tamar Braxton släppte sitt eget debutalbum Tamar år 2000. Skivan blev en kommersiell flopp som endast nådde plats 127 på amerikanska albumlistan. Första singeln från projektet, "Get None" noterades som högst på plats 59 på Billboards förgreningslista Hot R&B/Hip-Hop Songs. Uppföljaren, balladen "If You Don't Wanna Love Me" blev hennes första singel att ta sig in på Billboard Hot 100 där den nådde plats 89. De låga försäljningssiffrorna av Tamar resulterade i att Braxton tvingades lämna Dreamworks. 
År 2012, efter att ha uppmärksammats i realityserien Braxton Family Values, fick Braxton ett skivkontrakt av Epic Records och gav ut sitt kraftigt försenade andra studioalbum Love and War följande år. Albumet gick in på första respektive andraplatsen på Billboard 200 och Top R&B/Hip-Hop Albums och hade den högsta förstaveckasförsäljningen av en kvinnlig R&B-artist sedan 2011. Love and War innehöll tre musiksinglar, "Love and War", "The One" och "All the Way Home" som nådde topp-tio på Billboards förgreningslista Hot R&B Songs.

## Album

### Studioalbum
| Titel              | Albumdetaljer                                                                              | Högsta positioner | Högsta positioner | Högsta positioner | Sålda ex.          |
| Titel              | Albumdetaljer                                                                              | USA               | USA R&B           | UK R&B            | Sålda ex.          |
| ------------------ | ------------------------------------------------------------------------------------------ | ----------------- | ----------------- | ----------------- | ------------------ |
| Tamar              | - Släppt: 21 mars 2000 - Skivbolag: DreamWorks - Format: CD, vinyl                         | 127               | 42                | —                 |                    |
| Love and War       | - Släppt: 3 september 2013 - Skivbolag: Streamline, Epic - Format: CD, digital nedladdning | 2                 | 1                 | 34                | - USA: 400 000 [A] |
| Winter Loversland  | - Släppt: 11 november 2013 - Skivbolag: Streamline, Epic - Format: CD, digital nedladdning | 43                | 11                | —                 | - USA: 8 198 [B]   |
| Calling All Lovers | - Släppt: 31 juli 2015 - Skivbolag: Streamline, Epic - Format: CD, digital nedladdning     | TBA               | TBA               | TBA               |                    |

### Övrigt
| Titel           | Detaljer                                                 | Noteringar |
| --------------- | -------------------------------------------------------- | --- |
| Ridiculous      | - Utgiven: 1999 - Skivbolag: DreamWorks - Format: CD     | - År 1999, innan Braxtons debutalbum Tamar (2000) släpptes, skickade DreamWorks ut marknadsföringsexemplar av albumet under titeln Ridiculous. Skivan innehöll flera spår som aldrig inkluderades på den slutgiltiga innehållsförteckningen, däribland "Respect Me", "Just Cuz" och "Let Him Go". Skivan har ingen omslagsbild och såldes aldrig kommersiellt. |
| Tamar: Just Cuz | - Utgiven: 1999 - Skivbolag: DreamWorks - Format: CD, EP | - En marknadsförings-EP som både innehåller överblivna låtar och ofärdiga demoversioner, däribland "Just Cuz", "It's Time", "Get Mine" och "Let Him Go". Skivan har ingen omslagsbild och såldes aldrig kommersiellt. |

## Singlar

### Som huvudartist
| Titel                                                    | År   | Högsta positioner | Högsta positioner | Högsta positioner | Högsta positioner | Album              |
| Titel                                                    | År   | USA               | USA R&B/Hip-Hop   | USA R&B           | USA Adult R&B     | Album              |
| -------------------------------------------------------- | ---- | ----------------- | ----------------- | ----------------- | ----------------- | ------------------ |
| "Get None" (featuring Amil & Jermaine Dupri)             | 1999 | —                 | 59                | —                 | —                 | Tamar              |
| "If You Don't Wanna Love Me"                             | 2000 | 89                | 30                | —                 | —                 | Tamar              |
| "Love and War"                                           | 2012 | 57                | 13                | 5                 | 1                 | Love and War       |
| "The One"                                                | 2013 | —                 | 34                | 10                | 2                 | Love and War       |
| "For the Rest of My Life, Pt 2" (duett med Robin Thicke) | 2013 | —                 | 42                | 20                | 1                 | Blurred Lines      |
| "All the Way Home"                                       | 2013 | 96                | 32                | 9                 | 8                 | Love and War       |
| "Let Me Know" (featuring Future)                         | 2014 | —                 | 31                | 12                | 5                 |                    |
| "If I Don't Have You"                                    | 2015 | —                 | —                 | 24                | 9                 | Calling All Lovers |

### Som gästartist
| Titel                                     | År   | Högsta positioner | Högsta positioner | Högsta positioner | Högsta positioner | Album         |
| Titel                                     | År   | USA               | USA R&B/Hip-Hop   | USA R&B           | USA Adult R&B     | Album         |
| ----------------------------------------- | ---- | ----------------- | ----------------- | ----------------- | ----------------- | ------------- |
| "Don't Go" (Silk featuring Tamar Braxton) | 2001 | —                 | —                 | —                 | —                 | Love Sessions |

### Marknadsföringssinglar
| Titel                                                | År   | Högsta positioner | Högsta positioner | Högsta positioner | Högsta positioner | Album               |
| Titel                                                | År   | USA               | USA R&B/Hip-Hop   | USA R&B           | USA Adult R&B     | Album               |
| ---------------------------------------------------- | ---- | ----------------- | ----------------- | ----------------- | ----------------- | ------------------- |
| "I'm Leaving" (featuring Bump J och/eller Ali Vegas) | 2004 | —                 | —                 | —                 | —                 | i.u.                |
| "The Heart In Me"                                    | 2010 | —                 | —                 | —                 | —                 | Adidas 2: The Music |

## Övriga låtar
| Titel            | År   | Högsta positioner | Högsta positioner | Högsta positioner | Album        |
| Titel            | År   | USA R&B/Hip-Hop   | USA R&B           | USA Gospel        | Album        |
| ---------------- | ---- | ----------------- | ----------------- | ----------------- | ------------ |
| "Hot Sugar"      | 2013 | 48                | 13                | —                 | Love and War |
| "Thank You Lord" | 2013 | —                 | —                 | 15                | Love and War |